# تسيكو موناهينغ
تسيكو موناهينغ (بالإنجليزية: Tseko Monaheng)‏، هُو ممثل جنوب أفريقي من شعب السوتو.

## وصلات خارجية
- تسيكو موناهينغ في قاعدة بيانات الأفلام على الإنترنت